# Stanisław Świrski
Stanisław Świrski herbu Szaława (ur. XVII  – zm. 1714) – wojski lwowski w latach 1702-1714, skarbnik lwowski w latach 1690-1702, sędzia kapturowy ziemi lwowskiej w 1696 roku.
Syn Józefa Świrskiego i Zofii Czartoryskiej, ożenił się z Anną Kakowską herbu Kościesza, pozostawił potomstwo, m.in. Michała, wojskiego większego lwowskiego.
Był członkiem konfederacji sandomierskiej 1704 roku. W 1707 roku był sędzią skarbowym ziemi lwowskiej.